# Lucie Chroustovská
Lucie Chroustovská (* 13. ledna 1972 Liberec), provdaná Klusová, je bývalá česká běžkyně na lyžích a biatlonistka. Do roku 1995 závodila v běžeckém lyžování, poté se krátce věnovala biatlonu.
Zúčastnila se Mistrovství světa 1993. Startovala na ZOH 1994, kde se v individuálních disciplínách umístila nejlépe na 39. místě v závodě 30 km klasicky; ve štafetě 4×5 km pomohla českému týmu k 9. místu. V roce 1995 zkusila biatlon a zúčastnila se několika závodů Světového poháru. Roku 1996 jí Ministerstvo vnitra neprodloužilo smlouvu, takže ukončila svoji kariéru.
V roce 2014 pracovala jako asistentka v kanceláři a trénovala spinning a plavání miminek.